# نهائي كأس رابطة الأندية الإنجليزية المحترفة 2003
نهائي كأس رابطة الأندية الإنجليزية المحترفة 2003 هي المباراة النهائية من منافسة كأس رابطة الأندية الإنجليزية المحترفة 2002–03، أقيمت المباراة في 2 مارس 2003، في ملعب الألفية، بين فريقي نادي ليفربول، ومانشستر يونايتد، وفاز فيها نادي ليفربول، بعد أن هزم مانشستر يونايتد، بنتيجة 2 - 0، وكان حكم المباراة باول دوركين.

## تفاصيل المباراة
لعبت المباراة النهائية في 2 مارس 2003.
| نادي ليفربول | 2 -0 | مانشستر يونايتد |
| ------------ | ---- | --------------- |
|              |      |                 |